# Berenika Tomsia
Berenika Tomsia (Danzica, 18 marzo 1988) è un'ex pallavolista polacca, nel ruolo di centrale e opposto.

## Carriera
La carriera di Berenika Tomsia inizia nel settore giovanile del Gedania, squadra della sua città natale. Nel 2006 viene promossa in prima squadra, esordendo nel massimo campionato polacco. Nel 2007 viene convocata in nazionale alla XXIV Universiade, dove vince la medaglia d'oro. Nel 2008 passa al BKS di Bielsko-Biała, dove gioca per tre stagioni e vince un campionato, una Coppa di Polonia ed una Supercoppa polacca. Nel 2009 viene convocata per la XXV Universiade, dove vince la medaglia di bronzo.
Nella stagione 2011-12 viene ingaggiata per la prima volta all'estero, dalla Robursport Pesaro; nella stagione successiva passa al Fenerbahçe, club militante nel massimo campionato turco.
Nella stagione 2013-14 ritorna in patria, ingaggiata dal Legionovia, anche se nell'annata successiva è nuovamente in Italia per giocare con la neopromessa Flero, con cui rimane per due annate, per poi passare all'Imoco di Conegliano nella stagione 2016-17, sempre in Serie A1, con cui vince la Supercoppa italiana 2016: a campionato in corso viene tuttavia ceduta alla Pro Victoria, nella stessa divisione. Per l'annata 2017-18 veste la maglia della neopromossa Filottrano; al termine della reular season, torna nella massima serie polacca ingaggiata dal Chemik Police con cui si aggiudica il campionato.
Nella stagione 2018-19 passa alle Pink Spiders, nella V-League sudcoreana, mentre in quella seguente si trasferisce in Giappone dove disputa la SV.League Division 1 con le NEC Red Rockets.

## Palmarès

### Club
- Campionato polacco: 2

2009-10, 2017-18
- Coppa di Polonia: 1

2008-09
- Supercoppa polacca: 1

2010
- Supercoppa italiana: 1

2016

### Nazionale (competizioni minori)
- XXIV Universiade
- XXV Universiade

### Premi individuali
- 2010 - Montreux Volley Masters: Miglior muro
- 2011 - Coppa di Polonia: Miglior muro